# Seznam vrcholů ve Slanských vrších

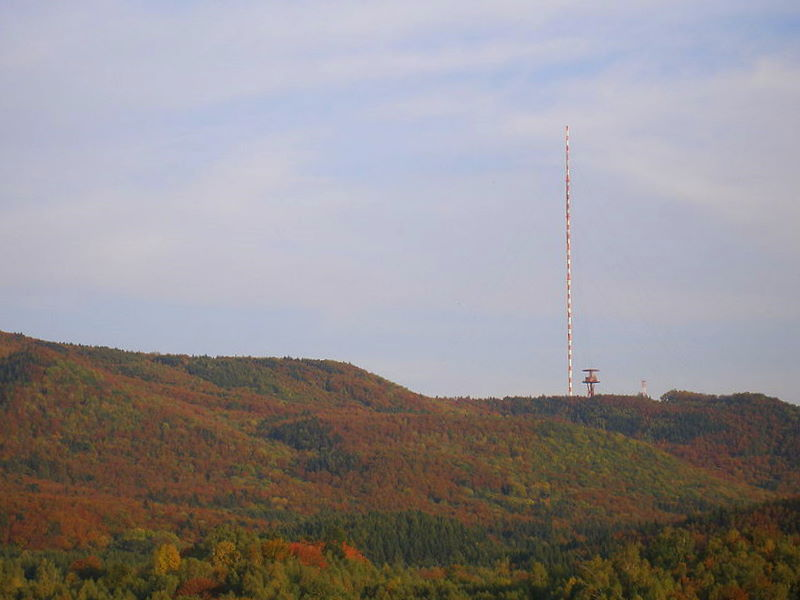
Dubník (874 m)

Seznam vrcholů ve Slanských vrších zahrnuje pojmenované vrcholy s nadmořskou výškou nad 800 m. K sestavení seznamu bylo použito map dostupných na stránkách hiking.sk. Jako hranice pohoří byla uvažována hranice stejnojmenného geomorfologického celku.

## Seznam vrcholů
| #   | Vrchol                     | Výška (m) | Souřadnice                       | Podcelek | Stát               | Přístup                                              |
| --- | -------------------------- | --------- | -------------------------------- | -------- | ------------------ | ---------------------------------------------------- |
| 1.  | Šimonka                    | 1092      | 48°56′44″ s. š., 21°28′03″ v. d. | Šimonka  | Slovensko          | žlutá turistická značka                              |
| 2.  | Čierna hora                | 1073      | 48°58′11″ s. š., 21°25′30″ v. d. | Šimonka  | Slovensko          | červená turistická značka · žlutá turistická značka  |
| 3.  | Tri chotáre                | 1025      | 48°59′22″ s. š., 21°24′33″ v. d. | Šimonka  | Slovensko          | červená turistická značka                            |
| 4.  | Makovica                   | 981       | 48°51′08″ s. š., 21°29′30″ v. d. | Makovica | Slovensko          | červená turistická značka · modrá turistická značka  |
| 5.  | Krivý javor                | 977       | 48°59′21″ s. š., 21°23′35″ v. d. | Šimonka  | Slovensko          | neznačeno                                            |
| 6.  | Práporec                   | 961       | 48°56′29″ s. š., 21°29′36″ v. d. | Šimonka  | Slovensko          | modrá turistická značka                              |
| 7.  | Menší vrch                 | 950       | 48°51′42″ s. š., 21°30′05″ v. d. | Makovica | Slovensko          | červená turistická značka · zelená turistická značka |
| 8.  | Oblík                      | 925       | 48°58′24″ s. š., 21°28′23″ v. d. | Šimonka  | Slovensko          | neznačeno                                            |
| 9.  | Mošník                     | 911       | 48°47′42″ s. š., 21°32′28″ v. d. | Mošník   | Slovensko          | červená turistická značka                            |
| 10. | Tri oltáre                 | 906       | 48°58′49″ s. š., 21°22′52″ v. d. | Šimonka  | Slovensko          | červená turistická značka                            |
| 11. | Veľký Milič                | 895       | 48°34′36″ s. š., 21°27′29″ v. d. | Milič    | Slovensko/Maďarsko | zelená turistická značka                             |
| 12. | Črchlina                   | 899       | 48°50′11″ s. š., 21°30′53″ v. d. | Makovica | Slovensko          | červená turistická značka                            |
| 13. | Károlyi-kilátó (Kis Milic) | 890       | 48°34′24″ s. š., 21°27′39″ v. d. |          | Slovensko/Maďarsko | zelená turistická značka                             |
| 14. | Hermanház-tető             | 878       | 48°34′17″ s. š., 21°26′55″ v. d. |          | Maďarsko           | neznačeno                                            |
| 15. | Dubník                     | 874       | 48°55′22″ s. š., 21°27′48″ v. d. | Šimonka  | Slovensko          | neznačeno                                            |
| 16. | Bodoň                      | 868       | 48°56′25″ s. š., 21°24′44″ v. d. | Šimonka  | Slovensko          | neznačeno                                            |
| 17. | Chabzdová                  | 862       | 48°55′50″ s. š., 21°25′05″ v. d. | Šimonka  | Slovensko          | neznačeno                                            |
| 18. | Lazy                       | 859       | 48°46′47″ s. š., 21°32′07″ v. d. | Mošník   | Slovensko          | červená turistická značka                            |
| 19. | Bogota                     | 856       | 48°42′04″ s. š., 21°31′00″ v. d. | Bogota   | Slovensko          | neznačeno                                            |
| 20. | Tancoška                   | 845       | 48°55′03″ s. š., 21°26′31″ v. d. | Šimonka  | Slovensko          | neznačeno                                            |
| 21. | Bradlo                     | 840       | 48°36′51″ s. š., 21°25′49″ v. d. | Milič    | Slovensko          | neznačeno                                            |
| 22. | Ostrá                      | 835       | 48°55′23″ s. š., 21°25′12″ v. d. | Šimonka  | Slovensko          | neznačeno                                            |
| 23. | Dobrák                     | 820       | 48°36′24″ s. š., 21°26′16″ v. d. | Milič    | Slovensko          | neznačeno                                            |
| 24. | Ivanov vrch                | 813       | 48°56′51″ s. š., 21°30′20″ v. d. | Šimonka  | Slovensko          | modrá turistická značka                              |
| 25. | Suchá hora                 | 806       | 48°35′15″ s. š., 21°26′40″ v. d. | Milič    | Slovensko          | neznačeno                                            |
| 26. | Suchá hora                 | 805       | 48°35′31″ s. š., 21°29′12″ v. d. | Milič    | Slovensko          | neznačeno                                            |